# Длужець (Венґожевський повіт)
Длужець (пол. Dłużec, нім. Langbrück) — село в Польщі, у гміні Венґожево Венґожевського повіту Вармінсько-Мазурського воєводства.
Населення — 59 осіб (2011).
У 1975-1998 роках село належало до Сувальського воєводства.

## Демографія
Демографічна структура станом на 31 березня 2011 року:
|          | Загалом | Допрацездатний вік | Працездатний вік | Постпрацездатний вік |
| -------- | ------- | ------------------ | ---------------- | -------------------- |
| Чоловіки | 33      | 8                  | 20               | 5                    |
| Жінки    | 26      | 2                  | 15               | 9                    |
| Разом    | 59      | 10                 | 35               | 14                   |